# Cylindrarctus seminole
Cylindrarctus seminole är en skalbaggsart som beskrevs av Chandler 1999. Cylindrarctus seminole ingår i släktet Cylindrarctus och familjen kortvingar. Inga underarter finns listade i Catalogue of Life.